# Griechischer Film
Zum griechischen Film gehören sämtliche griechischsprachige oder in Griechenland entstandene Filmproduktionen. International bekannt geworden ist er vor allem durch große Filmschaffende wie Theo Angelopoulos, Michael Cacoyannis, Costa-Gavras oder Jules Dassin und berühmte Schauspielerinnen wie Melina Mercouri oder Irene Papas. Derzeit existieren etwas mehr als 4000 griechische Filme, von denen ein Großteil ausschließlich für das heimische Publikum produziert wurde.

## Geschichte

### Anfänge
Erste öffentliche Filmvorführungen fanden im November 1896 in Athen statt. Gezeigt wurden kinematografische Werke der Brüder Lumière. Die ersten Aufnahmen auf dem heutigen Gebiet Griechenlands entstanden 1897 und werden Frederic Villiers zugeschrieben. In den nachfolgenden Jahren dokumentierten die als Filmpioniere des Balkans geltenden Brüder Manakis das Zeitgeschehen und das Alltagsleben der Bevölkerung. Nach einigen Kurzfilmen des Komikers Spyridion Dimitrakopoulos im Jahr 1911 erschien 1914 mit Golfo von Konstantinos Bachatoris der erste nachweisbare griechische Spielfilm und zugleich der erste aus dem für Griechenland typischen Genre des Fustanella-Films. Anfang der 1930er-Jahre folgten mit Daphnis und Chloe (1931) von Orestis Laskos der erste Film mit Nacktszenen, mit Der Liebhaber des Hirtenmädchens (1932) von Dimitris Tsakiris einer der ersten griechischen Tonfilme und mit Sozialer Verfall (1932) von Stelios Tatasopoulos der erste politisch engagierte Film. In der Folgezeit geriet das griechische Kino aus technischen und finanziellen Gründen, die teilweise mit dem Durchbruch des Tonfilms zusammenhingen, in eine Krise. Die Produktion verlagerte sich nun nach Ägypten in die besser ausgestatteten Studios von Kairo und Alexandria.

### Nachkriegszeit
Nach einer Phase des Stillstandes während des Zweiten Weltkrieges ging es mit dem griechischen Film in den darauffolgenden Jahrzehnten, unter anderem dank des großen Filmstudios Finos Film und der Filmemacher Giorgos Tzavellas und Alekos Sakellarios, steil bergauf. Die Anzahl produzierter Filme nahm deutlich zu, besonders das Melodram feierte große Erfolge. Auf der anderen Seite führten neu aufkommende Themen (Armut, soziale Ungleichheit, hervorgerufen durch den Aufstieg einer neuen reichen Elite usw.), wirtschaftliche Zwänge (schlecht ausgestattete und verarmte Filmstudios), die zum Dreh vor natürlichen Kulissen verleiteten, sowie die durch die Politik eingeschränkte Meinungsfreiheit zu einem neorealistischen Kino nach italienischem, aber auch französischem und britischem Vorbild. Ganz im Zeichen dieser Zeit stand Stella (1955) von Michael Cacoyannis, der geschickt die Kulturen des antiken und modernen Griechenlands vermischte und eine neue Ära des griechischen Films einläutete. 1956 ging ein weiterer Film mit dem Titel Der Liebhaber des Hirtenmädchens (von Ilias Paraskevas) als erster Farbfilm in die Geschichte ein.

### 1960er-Jahre

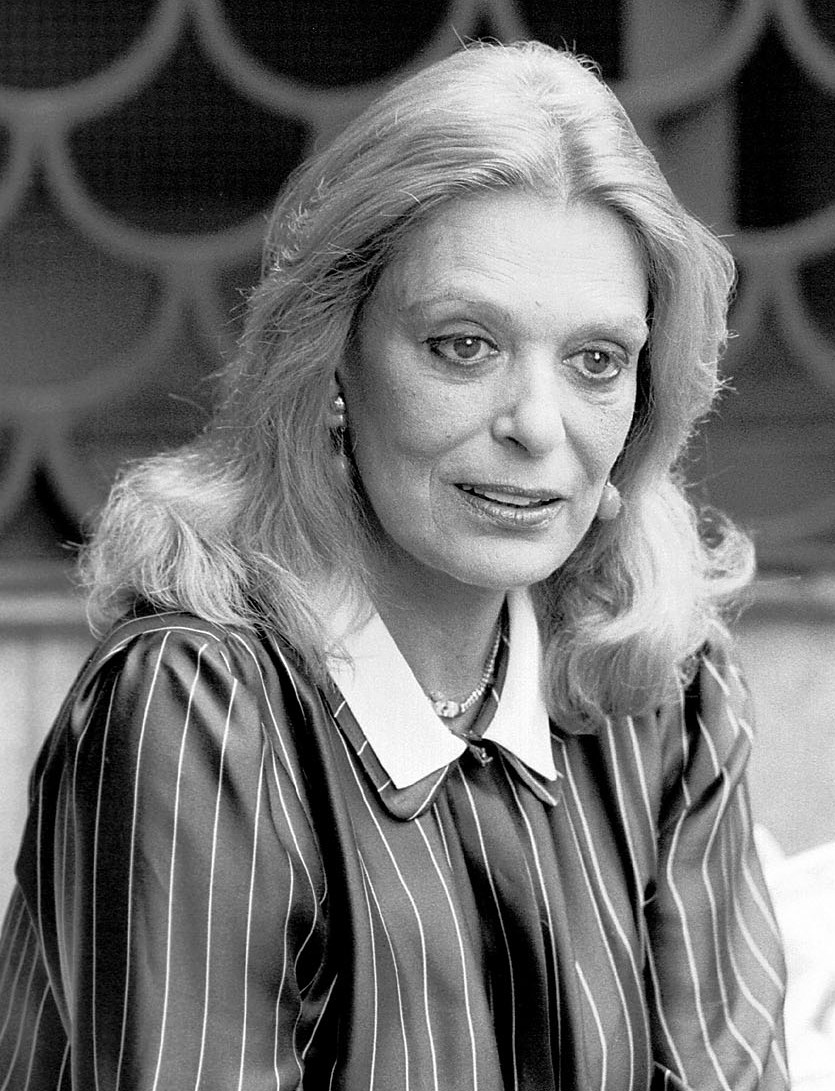
Melina Mercouri, Filmstar der 1960er-Jahre

In den 1960er-Jahren erlebte der griechische Film mit mehr als 100 gedrehten Filmen pro Jahr und bis zu 137 Millionen Besuchern im Jahr 1968 seinen vorläufigen Höhepunkt. Es war zugleich das „Goldene Zeitalter“ der griechischen Filmkomödie. Die Filme besaßen jedoch nur wenig Originalität, wurden aus kommerziellen Gründen am Fließband produziert und dienten ausschließlich der Unterhaltung. Parallel dazu gab es einige neue Regisseure, die in die Fußstapfen von Cacoyannis traten und ein echtes griechisch-intellektuelles Kino schufen.

### Neues Griechisches Kino
Die Griechische Militärdiktatur war eine Zeit des Umbruchs. Der Filmdreh konzentrierte sich nun verstärkt auf den Fernsehmarkt und machte in den Kinosälen den großen Hollywoodproduktionen Platz. Zeitgleich schränkte die Zensur das Autorenkino ein, dem es jedoch in den letzten Jahren des Regimes gelang, die erlassenen Verbote zu umgehen. Dies war die Geburtsstunde des Neuen Griechischen Kinos, das zu einer Konfrontation zwischen Altem und Neuem führte, die sich vor allem auf dem Festival von Thessaloniki immer wieder zeigte. Das Neue Griechische Kino erntete bei Kritikern enormen Beifall und holte auf den internationalen Filmfestivals viele Preise.

### 1980er-Jahre bis heute

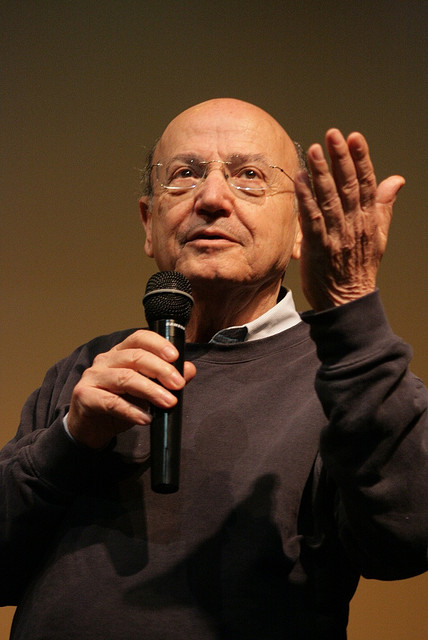
Theo Angelopoulos, 2008

Anfang der 1980er-Jahre geriet der Film durch zurückgehende Zuschauerzahlen in eine finanzielle Krise. Gerettet werden konnte er erst durch das von der Kulturministerin Melina Mercouri reformierte Griechische Filmzentrum, das fortan eine dauerhafte Finanzierung sicherte. Kritiker sahen darin schnell einen erneuten staatlichen Eingriff in die Filmproduktion des Landes, was für neue Unruhe beim Thessaloniki-Festival sorgte. Von Mitte der 1980er-Jahre bis Anfang 2000 erlebte der griechische Film, mit Ausnahme der Erfolge von Theo Angelopoulos, ein Formtief, das in den letzten Jahren aber durch ein Wiederaufleben abgelöst werden konnte. Jungen Filmemachern wie Giorgos Lanthimos, Athina Rachel Tsangari oder Panos H. Koutras gelang es, alternative Wege zur staatlichen Förderung und den damit verbundenen Vorgaben zu finden und erneut Preise bei internationalen Filmfestspielen zu erzielen.